# Magnan (Nice)
Pour les articles homonymes, voir Magnan.
Le Magnan (ou torrent de Magnan) est un petit fleuve côtier français, du département des Alpes-Maritimes, en région Provence-Alpes-Côte d'Azur, qui prend sa source à Aspremont et a son embouchure dans la ville de Nice.
Le Magnan désigne donc aussi un vallon situé à l'ouest de Nice (Alpes-Maritimes). Aujourd'hui urbanisé, il est le toponyme d'un des quartiers de Nice.

## Géographie

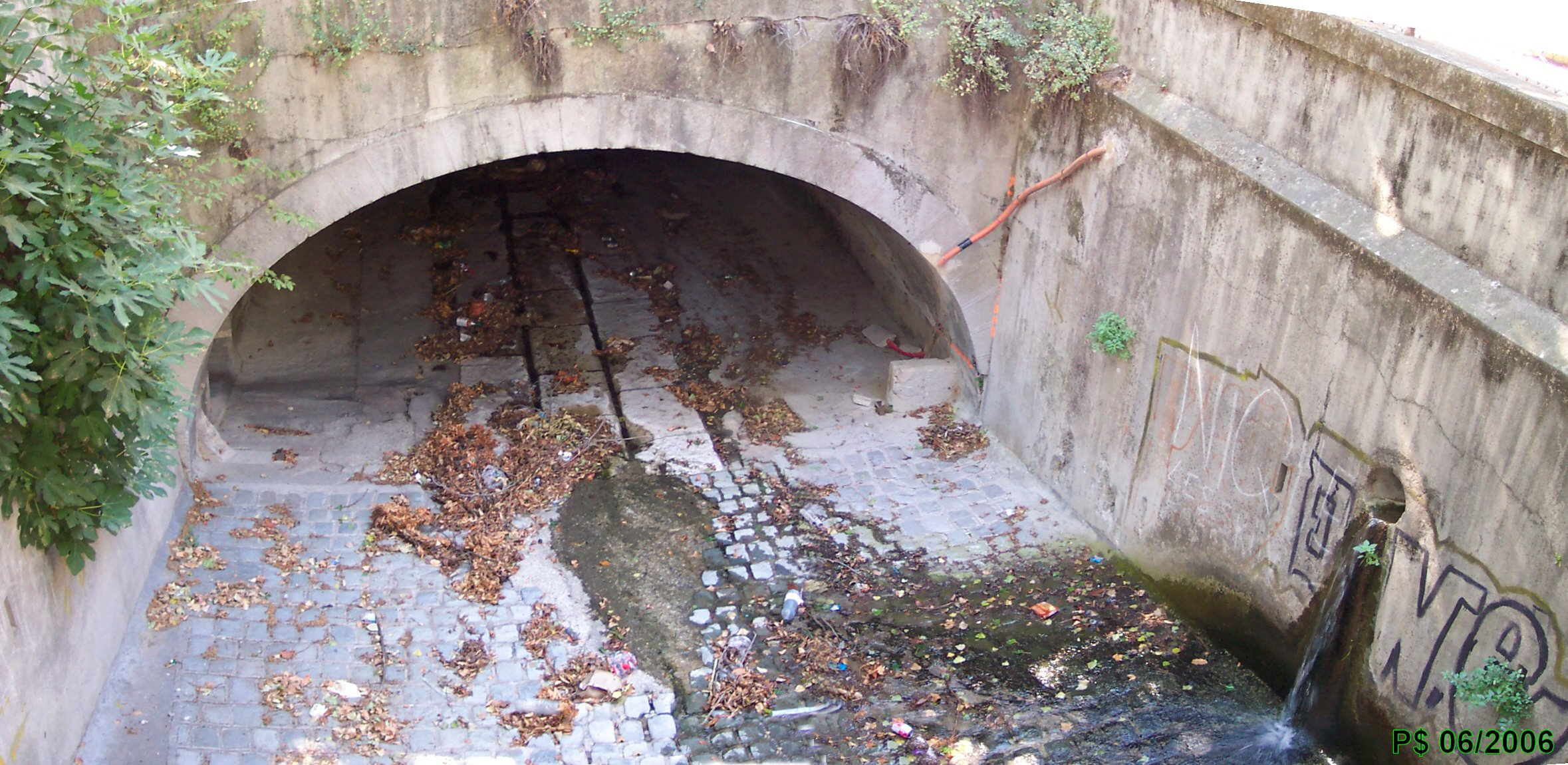
Le Magnan en souterrain à son arrivée en ville

De 12,7 km de longueur, lorsqu'il n'est pas à sec, il prend sa source à Aspremont où il forme un vallon obscur, puis parcourt la vallée formée par les collines de Bellet à l'ouest et de Saint-Pierre de Féric à l'est, avant d'entrer dans le vallon dit de Magnan ou de la Madeleine, et de rejoindre enfin la mer dans la baie des Anges à Nice,. À sec entre 2006 et 2013, avec un régime d'oued (c'est-à-dire qu'il ne coulait que lors de fortes pluies, pour un ou deux jours), le Magnan coule à nouveau en continu toute l'année. Comme le Paillon, il est couvert dans son cours inférieur.

### Communes et cantons traversés
Dans le seul département des Alpes-Maritimes, le Magnan traverse les trois communes suivantes, de l'amont vers l'aval, de Aspremont, Colomars et Nice (confluence).
Soit en termes de cantons, le Magnan prend source dans le canton de Tourrette-Levens, a son embouchure dans le canton de Nice-1, le tout dans l'arrondissement de Nice et dans l'intercommunalité Métropole Nice Côte d'Azur.

### Bassin versant
Le Magnan traverse une seule zone hydrographique « Côtiers du Var au Paillon » (Y650) de 46 km2 de superficie,. Son bassin versant spécifique est de 18 km2.
Les cours d'eau voisins sont la Vésubie au nord, la Banquière au nord-est, le Paillon de Nice à l'est, la mer Méditerranée au sud-est et au sud-ouest, la baie des Anges et la mer Méditerranée au sud, le Var à l'ouest et au nord-ouest,.

### Organisme gestionnaire
Le SIAQUEBA ou Syndicat intercommunal de l'Amélioration de la QUalité des Eaux de la Brague et de ses Affluents, créé en février 1989 et concernant dix communes n'est plus l'organisme gestionnaire.
L'organisme gestionnaire est le SMIAGE ou Syndicat Mixte Inondations, Aménagements et Gestion de l'Eau maralpin, créé en le 1er janvier 2017 , et s'occupe désormais de la gestion des bassins versants côtiers des Alpes-Maritimes, en particulier de celui du fleuve le Var. Celui-ci « a été reconnu comme EPTB, avec les félicitations du jury, lors de la séance du comité de bassin de l’Agence l’eau Rhône-Méditerranée-Corse du vendredi 22 juin 2018 car il porte à la fois des politiques liées à la prévention du risque inondation et la gestion des milieux aquatiques »,.

## Affluent
Le Magnan n'a pas d'affluent référencé.

### Rang de Strahler
Donc le rang de Strahler du Magnan est de un.

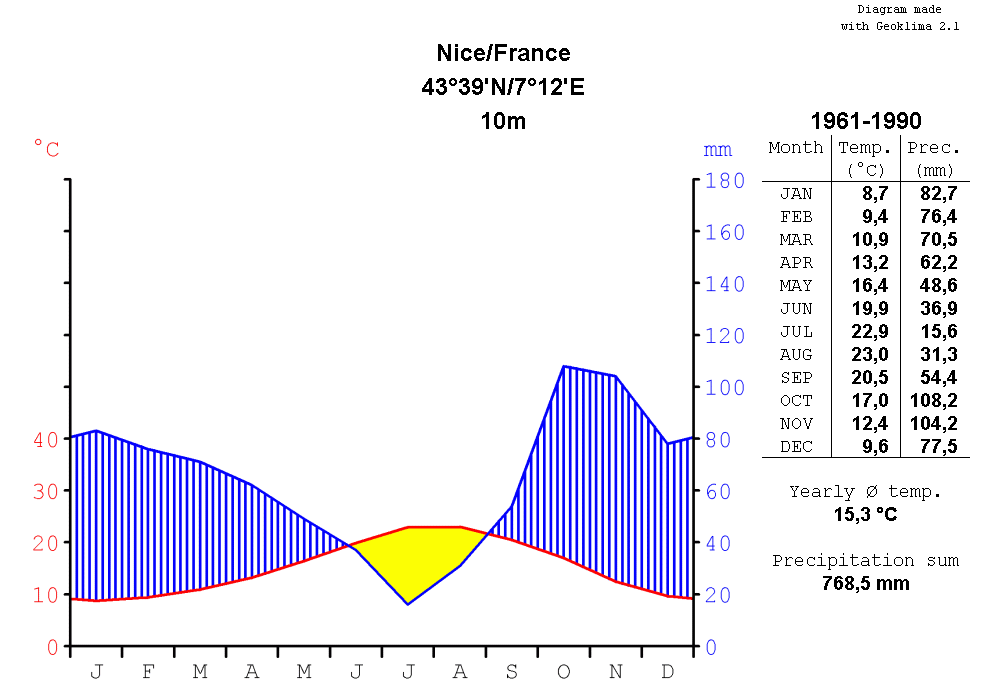
diagramme climatique à Nice.

## Hydrologie
Son régime hydrologique est dit pluvial mériodional.

## Aménagements et écologie

### Histoire
Le vallon a été le siège de très nombreuses laveries au cours du XIXe siècle.

### Inféodation
En fait bien rural encore, Magnan constitua l'un des fiefs dits urbains de Nice. L’Armorial de l’Encyclopædia Niciensis indique :
- Fief Magnan inférieur ou La Madeleine : Gallea, 1734 (barons) ;
- Fief Magnan supérieur : Berlia della Piè, 1779 (comtes) ; Dani, 1792 (comtes). Les Dani prennent le nom de Dani de Magnan et se distinguent ainsi des Dani de Villefranche dont le fief est à Villefranche-sur-Mer.